# Трой Парротт
Трой Парротт (англ. Troy Parrott, нар. 4 лютого 2002, Дублін) — ірландський футболіст, нападник нідерландського клубу АЗ, а також національної збірної Ірландії.

## Клубна кар'єра
Народився 4 лютого 2002 року в місті Дублін. Вихованець футбольної школи клубу «Тоттенгем Готспур». Дорослу футбольну кар'єру розпочав 2019 року в основній команді того ж клубу, в якій провів один сезон, взявши участь у 2 матчах чемпіонату. 
Згодом з 2020 по 2021 рік грав у складі команд «Міллволл» та «Іпсвіч Таун».
До складу клубу «Мілтон-Кінс Донс» приєднався 2021 року на правах оренди. Станом на 14 червня 2022 року відіграв за клуб з Мілтон-Кінс 41 матч в національному чемпіонаті.
До складу клубу «Престон Норт-Енд» приєднався 2022 року на правах оренди. Відіграв за клуб 32 матчі в національному чемпіонаті.
До складу клубу «Ексельсіор» приєднався 2023 року на правах оренди. Відіграв за клуб з Роттердаму 52 матчів у національному чемпіонаті.
Влітку 2024 року Трой перейшов до нідерландського клубу АЗ.

## Виступи за збірні
У 2017 року дебютував у складі юнацької збірної Ірландії (U-17), загалом на юнацькому рівні взяв участь у 15 іграх, відзначившись 9 забитими голами.
З 2019 року залучався до складу молодіжної збірної Ірландії. На молодіжному рівні зіграв у 3 офіційних матчах, забив 3 голи.
У 2019 році дебютував в офіційних матчах у складі національної збірної Ірландії.

## Статистика виступів

### Статистика клубних виступів
| Сезон             | Команда             | Чемпіонат         | Чемпіонат | Чемпіонат | Національний кубок | Національний кубок | Національний кубок | Континентальні кубки | Континентальні кубки | Континентальні кубки | Інші змагання | Інші змагання | Інші змагання | Усього | Усього | Усього |
| Сезон             | Команда             | Ліга              | Ігор      | Голів     | Ліга               | Ігор               | Голів              | Ліга                 | Ігор                 | Голів                | Ліга          | Ігор          | Голів         | Ігор   | Голів  |        |
| ----------------- | ------------------- | ----------------- | --------- | --------- | ------------------ | ------------------ | ------------------ | -------------------- | -------------------- | -------------------- | ------------- | ------------- | ------------- | ------ | ------ | ------ |
| 2019–20           | «Тоттенгем Готспур» | ПЛ                | 2         | 0         | КА+КЛ              | 1+1                | 0+0                | ЛЧ                   | 0                    | 0                    | -             | -             | -             | 4      | 0      |        |
| Усього за кар'єру | Усього за кар'єру   | Усього за кар'єру | 2         | 0         | -                  | 2                  | 0                  | -                    | 0                    | 0                    | -             | -             | -             | 4      | 0      |        |

### Статистика виступів за збірну
| Дата       | Місто            | Господарі   | Результат | Гості         | Турнір                               | Голи | Примітки |
| ---------- | ---------------- | ----------- | --------- | ------------- | ------------------------------------ | ---- | -------- |
| 14-11-2019 | Дублін           | Ірландія    | 3 – 1     | Нова Зеландія | товариський матч                     | -    | 63'      |
| 18-11-2020 | Дублін           | Ірландія    | 0 – 0     | Болгарія      | Ліга націй УЄФА 2020-2021 - 1-й етап | -    | 87'      |
| 27-3-2021  | Дублін           | Ірландія    | 0 – 1     | Люксембург    | Відбір до ЧС 2022                    | -    | 88'      |
| 30-3-2021  | Дебрецен         | Ірландія    | 1 – 1     | Катар         | товариський матч                     | -    | 22'      |
| 3-6-2021   | Андорра-ла-Велья | Андорра     | 1 – 4     | Ірландія      | товариський матч                     | 2    | 82'      |
| 8-6-2021   | Будапешт         | Угорщина    | 0 – 0     | Ісландія      | товариський матч                     | -    | 56'      |
| 4-9-2021   | Дублін           | Ірландія    | 1 – 1     | Азербайджан   | Відбір до ЧС 2022                    | -    | 63'      |
| 9-10-2021  | Баку             | Азербайджан | 0 – 3     | Ірландія      | Відбір до ЧС 2022                    | -    | 90+3'    |
| 12-10-2021 | Дублін           | Ірландія    | 4 – 0     | Катар         | товариський матч                     | -    | 77'      |
| 14-11-2021 | Люксембург       | Люксембург  | 0 – 3     | Ірландія      | Відбір до ЧС 2022                    | -    | 90'      |
| 26-3-2022  | Дублін           | Ірландія    | 2 – 2     | Бельгія       | товариський матч                     | -    | 90+2'    |
| 29-3-2022  | Дублін           | Ірландія    | 1 – 0     | Литва         | товариський матч                     | 1    | 63'      |
| 4-6-2022   | Єреван           | Вірменія    | 1 – 0     | Ірландія      | Ліга націй УЄФА 2022-2023 - 1-й етап | -    | 65'      |
| 11-6-2022  | Дублін           | Ірландія    | 3 – 0     | Шотландія     | Ліга націй УЄФА 2022-2023 - 1-й етап | 1    | 84'      |
| 14-6-2022  | Лодзь            | Україна     | 1 – 1     | Ірландія      | Ліга націй УЄФА 2022-2023 - 1-й етап | -    | 80'      |
| Усього     |                  | Матчів      | 15        |               | Голів                                | 4    |          |

## Досягнення
Особисті досягнення
- Команда місяця Ередивізі (2): вересень 2024[1], грудень 2024[2]